# Ruta Estatal de California 202
La Ruta Estatal de California 202, abreviada SR 202 (en inglés: California State Route 202) es una carretera estatal estadounidense ubicada en el estado de California. La carretera inicia en el Oeste desde la Institución Correccional de California en sentido Este hasta finalizar en la SR 58     cerca de Tehachapi. La carretera tiene una longitud de 16,9 km (10.53 mi).

## Mantenimiento
Al igual que las autopistas interestatales, y las rutas federales y el resto de carreteras estatales, la Ruta Estatal de California 202 es administrada y mantenida por el Departamento de Transporte de California por sus siglas en inglés Caltrans.